# Langer Stall

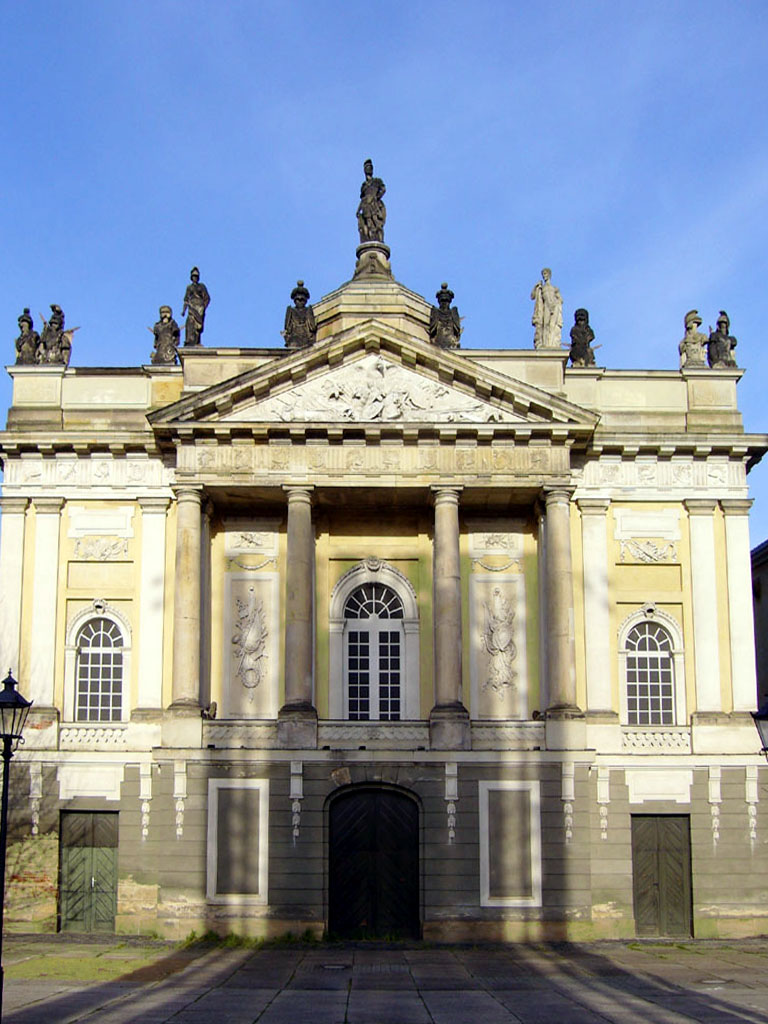
De Langer Stall in 2007

De Langer Stall in Potsdam werd in 1734 naar ontwerp van Peter de Gayette als exercitiegebouw en manege gebouwd. Het werd in vakwerk opgetrokken. De ingang kreeg in 1781 een pronkgevel, die door Georg Christian Unger werd ontworpen. Op de gevels en zijwanden werden militaire reliëfs aangebracht. De gevel was bekroond met een beeld van de god Mars, geflankeerd door beelden van Hercules, Minerva en diverse trofeeën. Na de bombardement op Potsdam in 1945 brandde het gebouw volledig uit. Tegenwoordig is alleen nog de zuidelijke pronkgevel overgebleven die iets achteraf staat tussen het rekencentrum van de deelstaat Brandenburg en een studentenflat aan de Breite Straße. Deze gevel is enkele jaren geleden prachtig gerestaureerd.